# Telenassa berenice
Telenassa berenice är en fjärilsart som beskrevs av Felder 1862. Telenassa berenice ingår i släktet Telenassa och familjen praktfjärilar. Inga underarter finns listade i Catalogue of Life.